# Bâtinga
Bâtinga är en ort i Burkina Faso.   Den ligger i regionen Centre-Sud, i den centrala delen av landet, 50 kilometer söder om huvudstaden Ouagadougou. Bâtinga ligger 309 meter över havet och antalet invånare är 418.
Terrängen runt Bâtinga är platt. Närmaste större samhälle är Tuili, 11,7 kilometer nordost om Bâtinga.
Omgivningarna runt Bâtinga är en mosaik av jordbruksmark och naturlig växtlighet. Runt Bâtinga är det ganska tätbefolkat, med 104 invånare per kvadratkilometer.